# Magnirostris

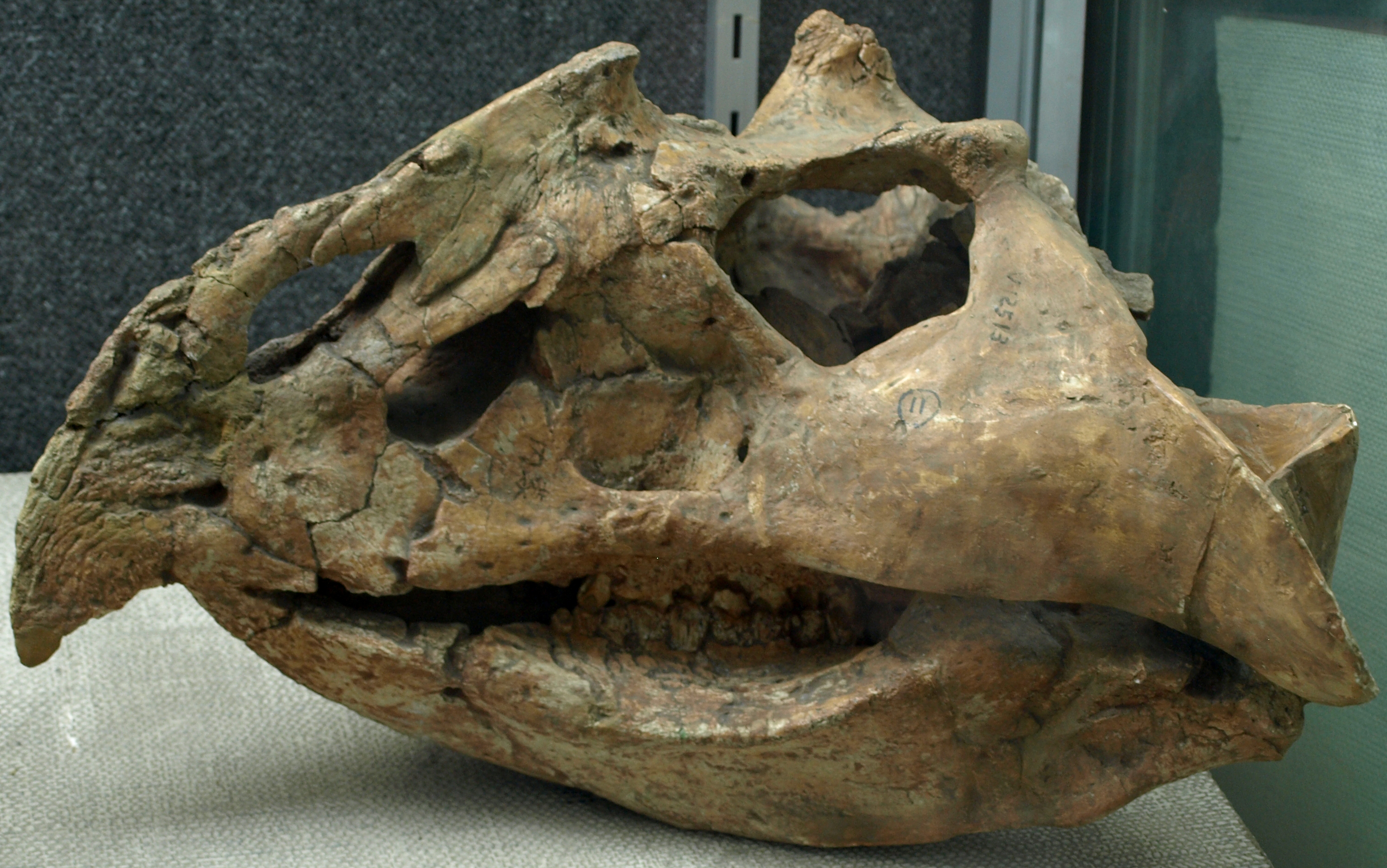
Het holotype van Magnirostris. Het fossiel lijkt boven de ogen ineengedrukt

Magnirostris dodsoni is een plantenetende ornithischische dinosauriër, behorend tot de Ceratopia, die tijdens het late Krijt leefde in het gebied van de huidige Volksrepubliek China.
Tijdens Canadees-Chinese expedities naar Binnen-Mongolië in 1988 en 1990 werden in de Bayan Mandahu, bij Urad Houqi, resten gevonden van een ceratopiër.
In 2003 benoemden en beschreven You Hailu en Dong Zhiming de typesoort Magnirostris dodsoni. De geslachtsnaam is afgeleid van het Latijnse magnus, "groot", en rostrum, "snuit", een verwijzing naar het grote rostrale. De soortaanduiding eert de paleontoloog en ceratopiërdeskundige Peter Dodson die veel met Chinese onderzoekers heeft samengewerkt.
Het holotype, IVPP V12513, is gevonden in een laag van de Djadochtaformatie die dateert uit het middelste Campanien. Het bestaat uit een schedel met onderkaken. De schedel is relatief compleet maar wel wat platgedrukt. Het achterste schedeldak ontbreekt.
De schedel heeft een lengte van ongeveer vijfendertig centimeter wat wijst op een lichaamslengte van zo'n twee meter en een gewicht van een honderd kilogram. Magnirostris lijkt sterk op de kleinere Bagaceratops die uit dezelfde formatie bekend is. De beschrijvers wezen echter op twee verschillen. Zoals de naam al aangeeft, is het rostrale, de beenkern van de bovensnavel, zeer lang en gekromd. Achter de oogkassen steken de postorbitalia plots omhoog alsof ze beginnende wenkbrauwhoorns voorstellen.
In 2006 stelde Peter Makovicky dat het vermoedelijk gaat om een groot exemplaar van Bagaceratops. De compressie van het fossiel zou de lengte van snuit en onderkaken wat overdreven hebben. Ook de postorbitale hoorns zouden een illusie zijn, het gevolg van het ingedrukt zijn van de oogkassen.
In 2003 werd Magnirostris in de Protoceratopidae geplaatst. Later onderzoekers brachten de soort, voor zover ze die als geldig erkenden, soms onder bij de Bagaceratopidae.